# Miss you LIVE
『miss you LIVE』（ミス・ユー・ライブ）は、日本のバンド・Mr.Childrenの27作目の映像作品。2025年6月25日にトイズファクトリーよりBlu-ray DiscとDVDで発売された。

## リリース・音楽性
Blu-ray DiscとDVDの2形態で発売。Blu-rayは2枚組、DVDは4枚組。A式Wジャケット仕様となっており、24ページのフォトブックおよびA1サイズのポスターが封入されている。また、初回購入特典としてステッカーが付属された。
2023年10月4日に発売した21stアルバム『miss you』を引っ提げ開催したホールツアー『Mr.Children tour 2023/24 miss you』のうち、同年12月17日に行なわれた大阪・フェスティバルホール公演のライブの模様と、アリーナツアー『Mr.Children tour 2024 miss you arena tour』のうち、最終日となる2024年11月3日に行なわれた大阪城ホール公演のライブの模様を収録している。監督は稲垣哲朗 (KITE Inc.) が務めた。
Mr.Childrenの映像作品としては、前作『Mr.Children 30th Anniversary Tour 半世紀へのエントランス』以来2年5か月ぶりとなるリリース。
本作に収録されているアリーナツアーの映像が、2025年5月2日にMr.Childrenの公式YouTubeチャンネルでプレミア公開され、5月11日まで期間限定公開された。また、発売に合わせアリーナツアーの冒頭12分（「OPENING」「叫び 祈り」「I MISS YOU」「REM」）と「ケモノミチ」「記憶の旅人」の映像およびホールツアーの「幻聴」「声」の映像がMr.Childrenの公式YouTubeチャンネルにアップロードされた。

## アートワーク
本作のアートディレクターは森本千絵が担当。森本は「あのライブの感動と感謝を込めて描きました」「とにかく奏でるようにLIVEなデザイン作業の時間で生まれました。このために、おむらまりこさん、オクダサトシさんがたくさん絵を描いてくださり、薮田さんの溢れんばかりのかっこいい写真に囲まれ、細かなところまですべてを手作業しました」とコメントしている。

## チャート成績
初週でDVD約1.5万枚、Blu-ray Disc約3.3万枚を売り上げ、2025年7月7日付のオリコン週間DVDランキングおよび週間Blu-rayランキングでそれぞれ初登場2位と3位を獲得。

## 出演
- Mr.Children
  - 桜井和寿：Vocal & Guitar
  - 田原健一：Guitar
  - 中川敬輔：Bass
  - 鈴木英哉：Drums
- SUNNY：Keyboards & Chorus
- 山本拓夫：Saxophone & Flute

## 収録内容

### Blu-ray DISC 1, DVD DISC 1〜2
Mr.Children tour 2024 miss you arena tour
1. OPENING
2. 叫び 祈り
  - 本ツアーでライブ初披露となった。
3. I MISS YOU
4. REM
5. アンダーシャツ
  - キーを半音下げて演奏された。
  - ライブでは『Mr.Children Shooting Live SPLIT THE DIFFERENCE』以来約14年ぶりとなる演奏。
6. Everything (It's you)
7. (MC)
8. 靴ひも
  - ライブでは『Mr.Children [(an imitation) blood orange] Tour』ドーム公演以来約12年ぶりとなる演奏。
  - ライブスクリーン映像の監督は半崎信朗が務めた。
9. Fifty's map ～おとなの地図
  - ライブスクリーン映像の監督は半崎が務めた。
10. 青いリンゴ
11. つよがり
12. Are you sleeping well without me?
  - 桜井和寿と鈴木英哉とSUNNYの3人のみによる演奏。
  - 曲前にSUNNYによるピアノソロが演奏された[15]。
  - 映像のみ別撮りによるものに差し替えられている。
13. LOST
14. アート=神の見えざる手
  - バンドアレンジによる演奏[16]。
  - 本楽曲と次曲で中川敬輔はエレクトリック・アップライト・ベースを使用している[16]。
15. 雨の日のパレード
16. 血の管
17. Party is over
  - 桜井と田原健一の2人のみによる演奏[16]。
  - 曲中に別撮りによる映像が挿し込まれる。
18. We have no time
19. ケモノミチ
  - バンドアレンジによる演奏[17]。
  - ライブスクリーン映像の監督は半崎が務めた。
20. 365日
  - キーを半音下げて演奏された。
  - ライブスクリーン映像の監督は半崎と佐藤凪が務めた。
21. 記憶の旅人
  - DVDではここまでがDISC 1となっている。
22. (MC)
23. The song of praise
24. End of the day
  - ライブでは『Mr.Children [(an imitation) blood orange] Tour』以来約11年ぶりとなる演奏。
  - 曲前にMCが行なわれた。
25. 未完
  - 間奏でMCが行なわれた[18]。
26. 終わりなき旅
27. 〈ENCORE〉
28. Hallelujah
  - キーを全音下げて演奏された。
  - 桜井とSUNNYの2人のみによる演奏。最後の合唱パートでは田原、中川、鈴木も合流し、田原と中川はフロアタムを演奏した[19]。また、桜井は合唱パートでレナード・コーエンの楽曲「ハレルヤ」を重ねて歌唱した。
  - ライブでは『ap bank fes '08』以来約16年ぶりとなる演奏。
29. 優しい歌
30. Sign
31. (MC)
32. in the pocket
  - 本ツアーでライブ初披露となった。
  - ライブスクリーン映像の監督は半崎が務めた。
33. END ROLL

### Blu-ray DISC 2, DVD DISC 3〜4
Mr.Children tour 2023/24 miss you
1. OPENING
  - BGMはショパン「別れの曲」[20]。
2. Birthday
  - 本ツアーでライブ初披露となった。
  - 間奏でMCが行なわれた。
3. 青いリンゴ
4. 名もなき詩
5. (MC)
6. Fifty's map ～おとなの地図
7. 口がすべって
  - 曲前にSUNNYと山本拓夫を中心としたジャズのインプロビゼーションが行なわれた[21]。
8. 常套句
  - ライブでは『Mr.Children [(an imitation) blood orange] Tour』以来約10年ぶりとなる演奏。
9. Are you sleeping well without me?
  - 桜井と鈴木とSUNNYの3人のみによる演奏[22]。
  - 曲前にMCが行なわれ、SUNNYによるピアノソロが演奏された[23]。
10. LOST
11. アート=神の見えざる手
  - バンドアレンジによる演奏[23]。
12. 雨の日のパレード
13. Party is over
  - 桜井と田原の2人のみによる演奏[23]。
  - 曲前にMCが行なわれた。
14. We have no time
15. ケモノミチ
  - バンドアレンジによる演奏[24]。
16. pieces
  - ライブでは『Mr.Children [(an imitation) blood orange] Tour』以来約10年ぶりの演奏となった『ap bank fes '23 ～社会と暮らしと音楽と～』に引き続いての披露。
17. 放たれる
  - DVDではここまでがDISC 3となっている。
18. 幻聴
19. 声
  - ライブでは『ap bank fes '12 Fund for Japan』以来約11年ぶりとなる演奏。
20. Your Song
21. (MC)
22. おはよう
23. 〈ENCORE〉
24. 優しい歌
  - キーを3度下げて演奏された。
  - 桜井とSUNNYの2人のみによる演奏[25]。
25. (MC)
26. The song of praise
  - 本ツアーでライブ初披露となった。
27. 祈り 〜涙の軌道
  - ライブでは『Mr.Children [(an imitation) blood orange] Tour』以来約10年ぶりの演奏となった『ap bank fes '23 ～社会と暮らしと音楽と～』に引き続いての披露。
  - 曲前にMCが行なわれた。
28. END ROLL
  - BGMは「Fifty's map ～おとなの地図」。